# White Dawg
White Dawg, de son vrai nom Billy Allsbrook, Jr., né en Alabama, est un rappeur et producteur américain, originaire de Fort Lauderdale en Floride.

## Biographie
White Dawg lance sa carrière musicale en 1990 et se popularise grâce à son premier single underground I Wanna Lick the Pussy en 1994. En 1997, il décide de se consacrer à l'écriture, à l'arrangement et à la production musicale en studio à plein temps. Il publie son premier single Young and Restless/Skraten' Up en 1999, suivi par son premier album, Thug Ride le 18 mai la même année qui contient notamment le single  	Restless classé 18e des Billboard Hot RnB Singles. La presse spécialisée le compare alors au rappeur Eminem. Après Thug Ride, White Dawg publie un deuxième album, Animosity, qui contient le single Pop a Pill jouée sur la radio indépendante à Orlando, en Floride.

## Discographie
- 1999 : Thug Ride
- 2002 : Animosity
- 2004 : Bonified Platinum
- 2006 : ME vs. ME